# Nassim Balestrini
Nassim Winnie Balestrini (* 1966) ist eine deutsche Amerikanistin.

## Leben
Sie erwarb 1991 den M.A. in Amerikanistik (Hauptfach), Slavistik (Nebenfach) und Kommunikationswissenschaft (Nebenfach) an der Johannes Gutenberg-Universität Mainz, 1995 den Dr. phil. in Amerikanistik, Slavistik und Kommunikationswissenschaft in Mainz und ebenda 2004 die Habilitation. Seit 2017 ist sie Inhaberin des Lehrstuhls für Amerikanistik in Graz.

## Schriften (Auswahl)
- Imagery in Vladimir Nabokov's last Russian novel (Dar), its English translation (The gift), and other prose works of the 1930s. Frankfurt am Main 1995, ISBN 3-631-48868-8.
- From fiction to libretto. Irving, Hawthorne, and James as opera. Frankfurt am Main 2005, ISBN 3-631-53414-0.
- Vladimir Nabokovs Erzählwerk. Eine Einführung. München 2009, ISBN 978-3-86688-095-5.